# Aek Bargot (Padang Bolak Julu)
Aek Bargot is een bestuurslaag in het regentschap Padang Lawas Utara van de provincie Noord-Sumatra, Indonesië. Aek Bargot telt 193 inwoners (volkstelling 2010).